# Газпром
Публичное акционерное общество «Газпром» (ПАО «Газпром», газовая промышленность) — российская транснациональная энергетическая компания, более 50 % (контрольный пакет) акций которой принадлежит государству. Является холдинговой компанией Группы «Газпром». Непосредственно ПАО «Газпром» осуществляет только продажу природного газа и сдаёт в аренду свою газотранспортную систему. Основные направления деятельности — геологоразведка, добыча, транспортировка, хранение, переработка и реализация газа, газового конденсата и нефти, реализация газа в качестве моторного топлива, а также производство и сбыт тепло- и электроэнергии.
Доля «Газпрома» в мировых запасах газа составляет 16 %, в российских — 71 %. На «Газпром» приходится 12 % мировой и 68 % российской добычи газа. Занимал семнадцатое место в списке крупнейших энергетических компаний по версии S&P Global Platts (2018). По данным Forbes Global 2000, в 2021 году «Газпром» занял 49-е место среди крупнейших компаний мира (63-е по размеру выручки, 19-е по чистой прибыли, 119-е по активам, 230-е по рыночной капитализации).
По состоянию на 2021 год компании принадлежала крупнейшая в мире газотранспортная система, протяжённость которой составляет 175,2 тысячи километров.
На внутреннем рынке «Газпром» реализует свыше половины продаваемого газа. Кроме того, компания поставляет газ в более чем 30 стран ближнего и дальнего зарубежья. До конца 2013 года «Газпром» обладал монопольным правом на экспорт любого газа из России. После декабря 2013 года за ним осталась монополия на экспорт трубопроводного газа.
«Газпром» ответственен за 3,91 % выбросов глобальных индустриальных парниковых газов в период с 1988 до 2015 года и поэтому несёт ответственность за глобальное потепление, и вместе с тем отвечает за «риски для здоровья, средств к существованию, продовольственной безопасности, обеспечения водой, безопасности человека и экономического роста».
Из-за войны в Донбассе, аннексии Крыма и вторжения России на Украину находится под санкциями США, Канады, Австралии.

## История
Открытие больших месторождений газа в Сибири, на Урале и в Поволжье в 1960-е — 1990-е годы сделало СССР одной из крупнейших газодобывающих стран. В 1965 году было образовано Министерство газовой промышленности СССР, которое ведало разведкой газовых месторождений, добычей газа, его доставкой и продажей. В августе 1989 года постановлением Совета Министров СССР министерство было преобразовано в государственный газодобывающий концерн «Газпром», председателем правления которого стал министр газовой промышленности СССР Виктор Черномырдин. За образец для подражания при создании концерна была взята Eni — итальянская государственная газовая компания.

#### 1990-е
В 1991 году в результате распада СССР «Газпром» потерял часть имущества на территории бывших советских республик — треть трубопроводов и четверть мощности компрессорных станций.
До лета 1992 года, когда в России началась ваучерная приватизация, государство было единственным собственником концерна «Газпром». 5 ноября 1992 года президент России Борис Ельцин подписал указ о его преобразовании в акционерное общество — РАО «Газпром», и 17 февраля 1993 года РАО «Газпром» было учреждено постановлением правительства РФ.
В декабре 1992 года Борис Ельцин назначил Виктора Черномырдина премьер-министром, что способствовало резкому усилению экономического влияния «Газпрома», получившего от государства значительные налоговые льготы. Руководство «Газпромом» перешло к бывшему первому заместителю Черномырдина Рему Вяхиреву.
Руководители РАО «Газпром», самой крупной и богатой компании России, пользовались огромным влиянием в стране. Российские власти в кризисных ситуациях использовали газовую монополию в качестве «второй кассы». «Газпром» то со своей валютной выручки поддерживал курс рубля, то помогал погашать задолженность перед пенсионерами.
В ходе рыночных реформ часть акций «Газпрома» была «продана» за приватизационные ваучеры. Продажа акций жёстко регулировалась, при этом иностранные граждане, по уставу компании, не могли владеть более чем 9 % акций.

### 2000-е
В мае 2001 года президент Путин заменил Вяхирева выходцем из Петербурга Алексеем Миллером, которому была поставлена задача реформировать «Газпром», но в то же время сохранить компанию в качестве основного политического и финансового ресурса Кремля. В 2001 году «силовики» в окружении президента активно поддержали Алексея Миллера и помогли ему возвратить активы дочерней компании — СИБУРа.
В 2002 году Минэкономразвития разработало реформу газовой отрасли, имеющую целью либерализацию рынка газа. В частности, было предложено выделить газотранспортные сети из «Газпрома», чтобы обеспечить равный доступ к трубе для независимых производителей газа, что, по мнению разработчиков, могло бы способствовать ценовой конкуренции. Алексей Миллер обратился к президенту Путину с письмом, где подверг резкой критике это предложение, после чего рассмотрение в правительстве предложений о либерализации рынка газа было отложено — по-видимому, с учётом приближающихся президентских выборов.
В декабре 2002 года при поддержке «силовиков» из президентской администрации Алексей Миллер довёл до конца борьбу с крупными посредниками при реализации газа на внутреннем рынке, подписав приказ, фактически ликвидирующий дочернюю компанию «Газпрома» «Межрегионгаз» и зависимую от неё структуру «Регионгазхолдинг».
К началу 2004 года Российская Федерация владела 38,7 % акций «Газпрома» и имела большинство в Совете директоров. В 2004 году Владимир Путин заявил о намерении присоединить к «Газпрому» государственную компанию «Роснефть». Это довело бы долю государства в «Газпроме» до более 50 %, после чего все ограничения по продаже акций «Газпрома» за рубеж были бы сняты. «Газпром» не сумел купить обанкротившуюся компанию ЮКОС, активы которой достались «Роснефти». Причина была в том, что 15 декабря 2004 года ЮКОС объявил себя банкротом в Хьюстоне, штат Техас, США, после чего покупка этой компании стала противоречить американским законам. Опасаясь американских санкций, «Газпром» отступил, в результате чего 19 декабря ЮКОС (вернее, 76,79 % акций «Юганскнефтегаза» — основной компании ЮКОСа) был продан подставной компании ООО «Байкалфинансгруп» с минимально возможным уставным капиталом в 10 тысяч рублей. Через 3 дня, 22 декабря, «Байкалфинансгруп» был куплен «Роснефтью».
В 2005 году «Газпром» осуществил первые поставки сжиженного природного газа в США.
9 декабря 2005 года Госдума приняла поправки к закону «О газоснабжении в РФ», направленные на либерализацию рынка акций «Газпрома». Согласно принятым поправкам, доля акций, принадлежащих госкомпаниям, в сумме не может быть ниже 50 % плюс одной акции, а иностранные граждане и компании смогут совместно владеть более чем 20 % акций «Газпрома».
В 2006 году «Газпром» осуществил первые поставки сжиженного природного газа в Великобританию, Японию и Южную Корею.
В начале февраля 2007 года «Газпром» и Сибирская угольная энергетическая компания (СУЭК) подписали протокол о намерениях, в соответствии с которым в течение первого полугодия 2007 года эти компании создадут совместное предприятие, в которое внесут электроэнергетические и угольные активы. Ожидается, что «Газпром» получит в новом предприятии 50 % плюс одну акцию, а СУЭК — 50 % минус одну акцию. Наиболее вероятно, что в качестве вклада в СП Сибирская угольная энергетическая компания отдаст все основные энергетические и угольные активы (за исключением сетей), а газовый концерн — пакет акций в РАО «ЕЭС России».
В 2007 году «Газпром» впервые вошёл в ежегодный список ста самых уважаемых фирм и компаний мира по версии еженедельника Barron’s (100-е место).
В мае 2008 года «Газпром» обошёл «Чайна Мобил» и «Дженерал Электрик» и стал третьей компанией мира по капитализации.
Максимальной цена компании была в мае 2008 года. Тогда глава монополии Алексей Миллер говорил, что за 7-8 лет её капитализация должна вырасти с 365,1 миллиарда долларов до одного триллиона, однако уже осенью она рухнула до 77,1 миллиарда.

### 2010-е
В ноябре 2011 года «Газпром» стал владельцем 100 % акций «Белтрансгаза», получив таким образом полный контроль за транспортировкой газа до западных границ Белоруссии.
12 июля 2013 года «Газпром» создал в Нидерландах кооператив Gazprom Holding Cooperatie U.A., в который вошло большинство его голландских дочерних компаний. Такая форма объединения позволила газовой монополии получать от дочерних голландских компаний дивиденды без уплаты налогов.

#### 2015
В январе был определён маршрут нового газопровода из России в направлении Турции. В мае начались работы по подготовке и мобилизации для начала строительства морского участка газопровода «Турецкий поток».
В мае «Газпром» и CNPC подписали соглашение об основных условиях поставок газа в Китай по «западному» маршруту.
В октябре началось строительство Амурского газоперерабатывающего завода, крупнейшего в России и одного из самых больших в мире предприятий по переработке природного газа.

#### 2016
В начале 2016 года «Газпром» в одностороннем порядке объявил о прекращении закупок туркменского газа, объёмы которых уменьшались начиная с кризиса 2008 года, приведшего к снижению спроса на газ как в России, так и в Европе. Прекращение закупок было связано с тем, что Туркменистан отказывался снижать закупочную цену на газ и «Газпром» нёс убытки при реэкспорте туркменского газа. Тогда же «Газпром» подал иск в Стокгольмский арбитраж, оценив свои потери за несколько лет в 5 миллиардов долларов.
В мае началась круглогодичная отгрузка нефти Новопортовского месторождения через арктический нефтеналивной терминал «Ворота Арктики».
В сентябре были введены в эксплуатацию:
- Восточно-Мессояхское месторождение — самое северное из разрабатываемых нефтяных месторождений России;
- месторождение «Инкауаси»[34] — одно из крупнейших действующих газоконденсатных месторождений Боливии (разработкой месторождения занимается консорциум в составе: Total S. A. (50 %, оператор проекта), ПАО «Газпром» (20 %), Tecpetrol S. A. (20 %) и YPFB (10 %)).

#### 2017
Большая часть сотрудников администрации «Газпрома» переехала из Москвы в Санкт-Петербург.
В мае началось строительство морского участка газопровода «Турецкий поток», в июне — укладка его глубоководной части.

#### 2018
В январе «Газпром» получил разрешение органов власти Турецкой Республики на строительство второй нитки морского участка газопровода «Турецкий поток». Получено разрешение от федеральных органов Германии на прокладку газопровода «Северный поток — 2».
В апреле у черноморского побережья Турции завершилась глубоководная укладка морского участка первой нитки газопровода «Турецкий поток». От Финляндии получен полный комплект разрешений на строительство газопровода «Северный поток — 2». Заключён новый контракт на период 2018—2023 годов на поставку газа в Словению, который предусматривает поставки в объёме 600 миллионов м³ газа в год.
В сентябре начались работы по укладке газопровода «Северный поток — 2» в Финском заливе.
В ноябре была завершена морская укладка газопровода «Турецкий поток».
В декабре были введены в эксплуатацию третий газовый промысел на Бованенковском месторождении и газопровод «Ухта — Торжок — 2».
«Газпром» выкупил будущую штаб-квартиру, 462-метровый «Лахта центр», у своей дочерней компании «Газпром нефть».

#### 2019
В январе в Калининградской области были введены в эксплуатацию морской терминал по приёму природного газа и плавучая регазификационная установка «Маршал Василевский», что будет способствовать повышению энергетической безопасности региона.
В марте «Газпром» сообщил о создании гигантского комплекса по переработке и сжижению газа на Балтике совместно с «Русгаздобычей» Артёма Оболенского, ранее принадлежавшей Аркадию Ротенбергу. Компания построит газоперерабатывающий завод и завод по сжижению газа в Усть-Луге на 45 миллиардов м³ «сырого» газа, из которых затем будет получать 13 миллионов тонн сжиженного природного газа, 2,2 миллиона тонн сжиженных углеводородных газов и до 4 миллионов тонн этана. Объём инвестиций оценивается в 700 миллиардов рублей.
В марте началось полномасштабное освоение Харасавэйского месторождения на полуострове Ямал.
В апреле «Газпром» возобновил закупки туркменского газа по краткосрочному контракту. «Газпром» и «Туркменгаз» также отказались от взаимных претензий в рамках арбитражного разбирательства, инициированного «Газпромом» в 2016 году. В начале июля «Газпром» заключил контракт с «Туркменгазом» на закупку 5,5 миллиардов м³ туркменского газа в год. Соглашение рассчитано на период до 30 июня 2024 года. Заключение контракта позволит «Газпрому» восполнить дефицит добывающих мощностей до ввода Харасавэйского месторождения, запланированного на 2023 год.
В 2019 чистая прибыль 1,2 трлн руб., выручка составила 7,66 трлн руб.
В первом квартале 2019 года экспорт газа в Турцию упал на 43 % до уровня 2010 года, а Турция впервые с 2006 года опустилась на третье место по объёму закупок российского газа, пропустив вперёд Италию. Снижение спроса на российский газ в Турции связано с экономической рецессией, ослаблением лиры и тёплой погодой, но в наибольшей степени это вызвано конкуренцией со стороны азербайджанского газа, а также поставок сжиженного газа.
17 мая Nord Stream 2, оператор проекта «Северный поток-2», официально признал, что газопровод может быть введён в строй во второй половине 2020 года, с задержкой почти на год в сравнении с первоначальным планом «Газпрома», если Дания будет настаивать на прокладке газопровода по новому маршруту к юго-востоку от острова Борнхольм.
В мае «Газпром» объявил об открытии на шельфе Ямала двух новых месторождений углеводородного сырья c суммарными запасами более 500 миллиардов м³. Первое месторождение, названное в честь бывшего министра нефтяной промышленности СССР Василия Динкова, расположено в пределах Русановского лицензионного участка в Карском море. Извлекаемые запасы по сумме категорий С1+С2 составляют 390,7 миллиардов м³. Второе месторождение — Нярмейское — расположено в пределах Нярмейского лицензионного участка в Карском море. Извлекаемые запасы по сумме категорий С1+С2 составляют 120,8 миллиардов м³. Суммарные запасы двух открытых месторождений сопоставимы с объёмами годовой добычи. По итогам 2018 года «Газпром» довёл добычу газа до 497,6 миллиардов м³.

### 2020-е

#### 2020
Первый квартал 2020 года «Газпром» завершил с убытком 116 миллиардов рублей. Во втором квартале доходы «Газпрома» от экспорта газа упали до уровня 2002 года. Ожидается, что за весь 2020 год экспортная выручка компании составит 22,1 миллиарда долларов (в 2019 году было 49 миллиардов долларов).

#### 2021
9 июня 2021 года запущен Амурский газоперерабатывающий завод.
«Газпром» заключил контракт с международной компанией по переработке нефти AshComGroup на 3 года. Заседание директоров прошло в Москве 2 июля 2021 года. 3 июля утром был подписан договор.
4 августа «Газпром» официально сменил адрес регистрации с Москвы на Санкт-Петербург и окончательно переехал в северную столицу, завершив растянувшийся почти на 10 лет процесс.

#### 2022
В середине августа 2022 года «Газпром» сообщил о сокращении добычи и экспорта газа в январе—августе 2022 года. По предварительным данным, с 1 января по 15 августа 2022 года добыча составила 274,8 млрд м³ газа, что на 13,2 % меньше, чем за аналогичный период прошлого года. Поставки в страны дальнего зарубежья снизились на 36,2 % до 78,5 млрд м³.
В октябре 2022 года «Газпром» сообщил о сокращении добычи газа с начала 2022 года по 15 октября на 72 млрд м³ (−18 % за аналогичный период прошлого года). Экспорт за аналогичный период в страны дальнего зарубежья упал на 63 млрд м³ (−41,4 %).
В ноябре 2022 года компания сообщила о планах профинансировать инвестиционную программу на 2,3 трлн рублей в 2023 году.
30 ноября 2022 года немецкая Uniper заявила, что подаёт в суд на «Газпром», чтобы возместить убытки от недопоставки газа из РФ. Uniper оценивает текущие затраты на замену российского газа в 11,6 млрд евро. В «Газпроме» требования Uniper о возмещении убытков назвали «неправомерными».
В 2022 году инвестпрограмма компании объёмом 1757,69 млрд рублей была увеличена до 1979,75 млрд рублей.
В 2022 году количество работников группы «Газпром» выросло на максимальные 13 тысяч человек за последние девять лет (до 472,2 тысяч человек, составив 0,7 % от общей численности занятых в России). Среди нанятых — 3495 выпускников вузов и учреждений среднего профобразования (по сравнению с 2966 в 2021 году и 2153 в 2021 году). Повышение численности работников в Газпрома произошло в связи с реализацией стратегических проектов, вводом крупных объектов и развитием импортозамещения.

#### 2023
14 августа «Газпром» отправил первую партию сжиженного природного газа по Северному морскому пути в Китай с морского терминала завода СПГ «Портовая» на Балтийском море, доставку провёл танкер, пришвартовавшийся в сентябре возле терминала Цаофэйдянь.
При этом объёмы добычи газа уже за первое полугодие 2023 года сократились на 25 % до 179,45 млрд м³., а по итогам 2023 года общий объём экспорта газа снизился на 29,9 % до 99,6 млрд м³. (в сравнении с 205 млрд м³. в 2021 году) и в итоге «Газпром» получил снижение выручки на 27 % до 8,54 трлн руб., снижение выручки от экспорта в 2,6 раза с 7,33 до 2,86 трлн руб. и рекордный за 25 лет убыток в 629,1 млрд руб. против прибыли в 1,23 трлн руб. в 2021 году. Снижение поставок в Европу лишь частично компенсировано увеличением поставок в Китай (в 1,5 раза, до 22,7 млрд куб.м).
Причиной сокращения добычи и убытков Газпром в своём отчёте назвал отказ «ряда стран» от российского газа (см. раздел «Вторжение на Украину» ниже).

#### 2024
По итогам 2024 года ПАО «Газпром» получило 1,08 трлн руб. чистого убытка согласно рекомендациям бухгалтерского учёта против 695,57 млрд рублей чистой прибыли за 2023 год. Основное влияние, по мнению компании, оказало снижение стоимости акций «Газпром нефти» и рост расходов по отложенному налогу на прибыль.
«Основное влияние на формирование убытка, показанного в бухгалтерской отчетности головной компании — ПАО „Газпром“, оказали снижение рыночной стоимости акций ПАО „Газпром нефть“ в сумме 852 млрд руб. и рост расходов по отложенному налогу на прибыль в размере 444 млрд руб. в связи с увеличением ставки до 25 % с 1 января 2025 года».
Выручка ПАО «Газпром» за отчетный период выросла на 11,3 % — до 6,257 трлн рублей.
В IV квартале 2024 года «Газпром» получил порядка 767,2 млрд рублей чистого убытка. Этот показатель является худшим квартальным значением для головной компании ПАО «Газпром» как минимум с начала XXI века.
Валовая прибыль компании в 2024 году выросла 13,6 % — до 1,44 трлн рублей. Убыток до уплаты налогов составил 976,56 млрд рублей против прибыли в 784,59 млрд рублей годом ранее.
Дебиторская задолженность «Газпрома» на конец 2024 года составила 2,836 трлн рублей против 2,595 трлн рублей на конец 2023 года. Кредиторская задолженность выросла до 1,474 трлн рублей с 1,324 трлн рублей на конец 2023 года.

#### 2025
На начало года планировались рекордные сокращения персонала — на фоне двукратного падения продаж газа за последние 2 года (с 8,4 трлн руб. до 4,1 трлн руб.) официальные представители компании заявили о планах по сокращению штата центрального офиса в Санкт-Петербурге с 4100 до 2500 человек (примерно 40 % от штата).
Газпром нефть запустила цифровую систему для проектирования месторождений; онлайн-сервис внедрен на месторождении в Восточной Сибири. Технология в 200 раз сокращает время анализа информации и в 10 раз повышает скорость ее передачи. «Первая в отрасли интеллектуальная система сбора и анализа инженерной информации поможет автоматизировать сложные процессы, повысить эффективность и безопасность проработки масштабных добычных проектов по всей России», — заявил начальник департамента по технологическому развитию Газпром нефти Алексей Огородов.

## Собственники и руководство

### Собственники
По состоянию на 31 декабря 2017 года акционерами компании являлись:
- общества, контролируемые Российской Федерацией (50,23 %), включая:
  - Росимущество (38,37 %);
  - ОАО «Роснефтегаз» (10,97 %);
  - ОАО «Росгазификация» (0,89 %);
- держатели АДР (25,20 %);
- прочие зарегистрированные лица (24,57 %).

ПАО «Газпром» с 2021 года зарегистрировано в Санкт-Петербурге по адресу: Лахтинский проспект, дом 2 корпус 3, высотный комплекс «Лахта-центр».

### Корпоративное управление
Высшим органом управления ПАО «Газпром» является собрание акционеров. Непосредственно собранию акционеров подчиняется совет директоров, который осуществляет общее руководство, и правление, которое имеет функции исполнительного органа.

#### Совет директоров
- Зубков, Виктор Алексеевич — председатель совета директоров
- Миллер, Алексей Борисович — заместитель председателя совета директоров, председатель правления ПАО «Газпром»
- Новак, Александр Валентинович — заместитель председателя Правительства РФ
- Мартынов, Виктор Георгиевич — ректор Университета нефти и газа им. Губкина
- Мау, Владимир Александрович — ректор Академии народного хозяйства
- Акимов, Андрей Игоревич — председатель правления Газпромбанка
- Патрушев, Дмитрий Николаевич — Министр сельского хозяйства Российской Федерации
- Кулибаев, Тимур Аскарович — председатель ассоциации Kazenergy
- Маркелов, Виталий Анатольевич — зам. председателя правления ПАО «Газпром»
- Середа, Михаил Леонидович — зам. председателя правления ПАО «Газпром»

Председатели совета директоров РАО «Газпром», с 1998 года ОАО «Газпром»
1. Рэм Иванович Вяхирев (1993—1996, 2001—2002)
2. Александр Иванович Казаков (1996—1998)
3. Фарит Рафикович Газизуллин (1998—1999)
4. Виктор Степанович Черномырдин (1999—2000)
5. Дмитрий Анатольевич Медведев (2000—2001, 2002—2008)
6. Виктор Алексеевич Зубков (с 2008 года)

Председатели правления РАО «Газпром», с 1998 года ОАО «Газпром»
1. Рэм Иванович Вяхирев (1993—2001)
2. Алексей Борисович Миллер (с 2001)

В начале 2025 года в руководстве ПАО «Газпром» произошли следующие кадровые изменения:
- Александр Шагов назначен начальником департамента 715 по управлению персоналом. Шагов работает в структуре "Газпрома" с 2010 года, предыдущая должность – заместитель начальника департамента 715 – начальник управления. А Елена Касьян, ранее возглавлявшая департамент 715, освобождена от занимаемой должности в связи с выходом на пенсию.
- Антон Мухин – заместителем руководителя аппарата правления, начальником управления 127. Он работает в структуре "Газпрома" с 2002 года, предыдущая должность – первый замначальника управления 127. Галина Тарасова, ранее работавшая заместителем руководителя аппарата правления – начальником управления 127, освобождена от занимаемой должности также в связи с выходом на пенсию, уточняется в сообщении.

## Деятельность

### Запасы
«Газпром» располагает самыми большими запасами природного газа в мире. Его доля в мировых запасах составляет 17 %, в российских — 72 %. По состоянию на 31 декабря 2017 года, на территории России запасы углеводородов группы «Газпром» по категориям A+B1+C1 (по российской классификации) составили 35,36 триллиона м³ природного газа, 1595,6 миллиона тонн газового конденсата и 2045,3 миллиона тонн нефти. По результатам аудита запасов углеводородов Группы «Газпром» на конец 2017 года по международным стандартам PRMS, проведённого компанией DeGolyer & MacNaughton, доказанные и вероятные запасы углеводородов Группы «Газпром» оценены в 24,15 триллиона м³ природного газа, 1105,7 миллиона тонн газового конденсата и 1360,0 миллиона тонн нефти. Международный аудит прошли 94,1 % запасов газа, 92,7 % конденсата и 93,5 % нефти группы от общего объёма запасов по категориям А+В1+С1.
В июне 2011 года Правление «Газпрома» одобрило Программу развития минерально-сырьевой базы газовой промышленности до 2035 года. Программа предусматривает расширенное воспроизводство минерально-сырьевой базы с учётом меняющейся структуры запасов и смещением центров добычи природного газа в новые регионы: полуостров Ямал, Восточную Сибирь и Дальний Восток, шельф Российской Федерации.
7 декабря 2021 года «Газпром» победил в аукционе Минприроды по трем нефтегазоконденсатным участкам в Якутии. Суммарные запасы участков оцениваются в 13,4 млрд куб. метров. Компания купит их за 1,19 млрд руб.
| Год  | Объем запасов, млрд м³ | Годовой прирост, % | Источник |
| ---- | ---------------------- | ------------------ | -------- |
| 2001 | 28,1                   | ▬                  | [ 77 ]   |
| 2002 | 28,8                   | ▲ 2,49%            | [ 78 ]   |
| 2003 | 28,0                   | ▼−2,78%            | [ 79 ]   |
| 2004 | 28,9                   | ▲ 3,21%            | [ 80 ]   |
| 2005 | 29 130,9               | ▲ 0,69%            | [ 81 ]   |
| 2006 | 29 854,1               | ▲ 2,45 %           | [ 82 ]   |
| 2007 | 29 785,4               | ▼−0,22 %           | [ 83 ]   |
| 2008 | 33 123,2               | ▲ 11,21 %          | [ 84 ]   |
| 2009 | 33 578,4               | ▲ 1,37 %           | [ 85 ]   |
| 2010 | 33 052,3               | ▼−1,57 %           | [ 85 ]   |
| 2011 | 35 046,9               | ▲ 6,03 %           | [ 85 ]   |
| 2012 | 35 143,5               | ▲ 0,28 %           | [ 86 ]   |
| 2013 | 35 669,3               | ▲ 1,50 %           | [ 87 ]   |
| 2014 | 36 074,8               | ▲ 1,14 %           | [ 88 ]   |
| 2015 | 36 147,3               | ▲ 0,20 %           | [ 89 ]   |
| 2016 | 36 443,9               | ▲ 0,82 %           | [ 90 ]   |
| 2017 | 35 355,4               | ▼−2,99 %           | [ 91 ]   |
| 2018 | 35 195,3               | ▼−0,45 %           | [ 92 ]   |
| 2019 | 34 899,0               | ▼−0,84 %           | [ 93 ]   |
| 2020 | 33 574,5               | ▼−3,80 %           | [ 94 ]   |
| 2021 | 30 226,9               | ▼−9,97 %           | [ 95 ]   |
| 2022 | 27 942,9               | ▼−7,56 %           | [ 96 ]   |
| 2023 | 27 747,4               | ▼−0,70 %           | [ 97 ]   |

### Добыча
Стратегическими регионами добычи газа на долгосрочную перспективу являются полуостров Ямал, Восточная Сибирь и Дальний Восток, континентальный шельф России.
В 2017 году Группой «Газпром» добыто 471,0 миллиарда м³ природного и попутного газа, 15,9 миллиона тонн газового конденсата и 41,0 миллиона тонн нефти.
Разрабатываемые месторождения
- Бованенковское месторождение[100]
- Заполярное месторождение
- Камчатка[101]
- Ковыктинское месторождение
- Приразломное месторождение
- «Сахалин-3»
- Уренгойское месторождение
- Харасавэйское месторождение[102]
- Чаяндинское месторождение
- Штокмановское месторождение
- Южно-Русское месторождение
- Северо-Врангелевское месторождение «Газпром нефть» и НОВАТЭК договорились о создании совместного предприятия для разработки Северо-Врангелевского лицензионного участка на шельфе Арктики. Он находится в акватории Восточно-Сибирского и Чукотского морей, его площадь превышает 117,6 тыс. км². У «Газпром нефти» в новом проекте будет доля в 51 %, у НОВАТЭКа — 49 %[103] Соглашение заключено на Петербургском международном экономическом форуме. Документ подписали председатель правления «Газпром нефти» Александр Дюков и предправления НОВАТЭКа Леонид Михельсон[104].

### Транспортная инфраструктура
«Газпрому» принадлежит крупнейшая в мире Единая система газоснабжения России, а также газотранспортные сети на территории Армении, Кыргызстана, Белоруссии.
Общая протяжённость газотранспортной системы на территории России составляет 172,1 тысяч километров. За период с 2013 по 2017 год компания ввела в эксплуатацию более 4300 километров магистральных газопроводов на территории России. В транспортировке газа используются 254 компрессорные станции с общей мощностью газоперекачивающих агрегатов 46,7 тысячи МВт.
В 2017 году общий объём транспортировки через ЕСГ составил 672,1 миллиарда м³ газа, в том числе 20,8 миллиарда м³ из Центральной Азии. Поставка за пределы России составила 232,4 миллиарда м³.
«Газпром» предоставляет доступ к газопроводам независимым компаниям. В 2017 году услуги по транспортировке газа по газотранспортной системе «Газпрома» на территории Российской Федерации были оказаны 24 компаниям. Объём транспортировки составил 137,9 миллиарда м³ газа.
С 2022 года существенно сократились возможности по экспорту газа в Центральную и Западную Европу. В результате диверсии на неопределенное время выведен из строя «Северный поток» и одна нитка «Северного потока 2». На использование уцелевшей трубы СП-2 не получено разрешение правительства ФРГ. Газопровод «Ямал-Европа» недоступен из-за российских контрсанкций против оператора польского участка. Весь экспорт осуществляется через территорию Украины («Уренгой-Ужгород»), причём только через одну газоизмерительную станцию «Суджа» на границе Сумской области.
Основные маршруты поставки газа на экспорт
- Газопровод «Северный поток»
- Газопровод «Ямал — Европа»
- Газопровод «Уренгой — Ужгород»
- Газопровод «Голубой поток»

Газотранспортные проекты
- Газопровод «Северный поток - 2»
- Развитие газотранспортных мощностей ЕСГ Северо-Западного региона, участок Грязовец — КС Славянская
- Газопровод «Турецкий поток»
- Газопровод «Ухта — Торжок — 2»
- Газопровод «Бованенково — Ухта — 2»
- Газопровод «Сила Сибири»
- Газопровод «Сила Сибири — 2»
- Газопровод «Сахалин — Хабаровск — Владивосток».

Подземные хранилища газа (по сост. на 31.12.2017)
- Действующие ПХГ группы Газпром:
  - на территории России — 22
  - на территории Белоруссии — 3
  - на территории Германии — 1
  - на территории Армении — 1
- Действующие объекты ПХГ с участием группы Газпром в качестве соинвестора:
  - на территории Германии — 3
  - на территории Австрии — 1
  - на территории Сербии — 1
  - на территории Чехии — 1
  - на территории Латвии — 1.

### Перерабатывающие мощности
В перерабатывающий комплекс Группы «Газпром» входят заводы по переработке газа и газового конденсата ПАО «Газпром» и мощности по нефтепереработке ПАО «Газпром нефть». Также в Группу входит ООО «Газпром нефтехим Салават» — один из крупнейших в России производственных комплексов нефтепереработки и нефтехимии. Достраиваемый Амурский газоперерабатывающий завод (ГПЗ) станет самым крупным в России и вторым по мощности в мире.
В 2017 году Группой «Газпром» было переработано 30,8 миллиарда м³ природного и попутного газа и 64,1 миллиона тонн нефти, газового конденсата и мазута.
Мощности Группы «Газпром» по переработке газа и газохимии по сост. на 31 декабря 2017 года
- Астраханский газоперерабатывающий завод (ГПЗ);
- Оренбургский ГПЗ;
- Сосногорский ГПЗ;
- Южно-Приобский ГПЗ (доступ Группы «Газпром» к 50 % мощности);
- Оренбургский гелиевый завод;
- Томский завод по производству метанола;
- Завод «Мономер» ООО «Газпром нефтехим Салават»;
- Газохимический завод ООО «Газпром нефтехим Салават»;
- Завод по производству минеральных удобрений ООО «Газпром нефтехим Салават».

Мощности Группы «Газпром» по переработке жидкого углеводородного сырья (нефти, газового конденсата, мазута) по состоянию на 31 декабря 2017 года
- Сургутский завод по стабилизации конденсата им. В. С. Черномырдина;
- Уренгойский завод по подготовке конденсата к транспорту;
- Астраханский ГПЗ;
- Оренбургский ГПЗ;
- Сосногорский ГПЗ;
- Нефтеперерабатывающий завод (НПЗ) ООО «Газпром нефтехим Салават»;
- Московский НПЗ Группы «Газпром нефть»;
- Омский НПЗ Группы «Газпром нефть»;
- Ярославнефтеоргсинтез (доступ Группы «Газпром» к 50 % мощности через ПАО «НГК „Славнефть“»);
- Мозырский НПЗ, Республика Беларусь (до 50 % от объёма поставляемой на НПЗ нефти, доступ Группы «Газпром» через ПАО «НГК „Славнефть“»);
- НПЗ Группы «Газпром нефть» в гг. Панчево и Нови-Сад, Сербия.

Основным нефтеперерабатывающим предприятием Группы «Газпром» является Омский НПЗ — один из самых современных нефтеперерабатывающих заводов России и один из крупнейших в мире.

### Реализация
«Газпром» производит более 8 % российского внутреннего валового продукта и поставляет газ в страны Восточной и Центральной Европы. На 2004 год «Газпром» был единственным поставщиком газа в Боснию и Герцеговину, Эстонию, Литву, Латвию, Финляндию, Македонию, Молдавию и Словакию, поставлял 97 % газа Болгарии, 89 % газа Венгрии, 67 % газа Турции, 65 % газа Австрии, 45 % газа Германии, 27 % газа Италии и 25 % газа Франции.
«Газпром» в 2010 году поставлял Европейскому союзу 24 % потреблявшегося газа (в 2008 году — почти 29 %, а в 2000 году — 39 %).
Долгосрочные международные контракты «Газпрома» на поставку газа, как правило, привязаны к котировкам нефти с отставанием в 6-9 месяцев и основываются на принципе «бери или плати» (take or pay). Его суть в том, что клиент платит за газ (до 85 % стоимости) даже в том случае, если физически он его не выбрал (например, в связи с тёплой зимой). Позднее, в случае превышения лимитов, данная сумма идёт в оплату «сверхпланового» газа.

### Зарубежные проекты
Группа «Газпром» в соответствии с контрактными обязательствами осуществляет реализацию геолого-геофизических исследований на территории стран СНГ, государств Европы, Юго-Восточной Азии, Африки, Ближнего Востока и Южной Америки.
На 2009 год крупнейшим из заявленных зарубежных проектов по добыче углеводородов «Газпрома» было участие в разработке венесуэльского месторождения Бланкия Эсте и Тортуга (совместно с Petroleos de Venezuela, итальянской Eni, малайзийской Petronas и португальской EDP). Потенциальные запасы — 260 миллиардов м³ газа и 640 миллионов тонн нефти.
В числе других зарубежных проектов «Газпрома» на тот период назывались блок № 26 в Бенгальском заливе (Индия), месторождение «Эл Ассел» (Алжир), проект «Рафаэль Урданета» (Венесуэла).
В июне 2023 «Газпром» сообщил о том, что разработал и представил Турции концепцию создания, включая параметры и принципы работы совместного газового хаба, с инициативой строительства которого в 2022 году выступил президент РФ Владимир Путин. Проработка этого проекта ранее велась Газпромом совместно с турецкой стороной.

### Научно-исследовательская деятельность
Основной научной базой «Газпрома» является «Газпром ВНИИГАЗ», созданный в 1948 году и располагающийся в подмосковном посёлке Развилка. На территории института расположены мощный вычислительный центр, узел технологической связи ОАО «Газпром связь», а также экспериментальное производство — «Опытный завод Газпром ВНИИГАЗа». «Газпрому» принадлежит 100 % уставного капитала ООО «Газпром ВНИИГАЗ».
Научно-проектно-производственным комплексом, осуществляющим научное и проектное обеспечение освоения газовых, газоконденсатных и газоконденсатонефтяных месторождений Западной Сибири, является Тюменский филиал ООО «Газпром проектирование», единственным учредителем которого является «Газпром».

### Финансовые показатели
| Год                         | 2000    | 2001    | 2002    | 2003    | 2004    | 2005    | 2006    | 2007    | 2008    | 2009    | 2010    | 2011    | 2012    | 2013    | 2014    | 2015    | 2016    | 2017    | 2018    | 2019    | 2020    | 2021    | 2022    | 2023    |
| --------------------------- | ------- | ------- | ------- | ------- | ------- | ------- | ------- | ------- | ------- | ------- | ------- | ------- | ------- | ------- | ------- | ------- | ------- | ------- | ------- | ------- | ------- | ------- | ------- | ------- |
| Выручка                     | 0,498   | 0,602   | 0,474   | 0,781   | 0,887   | 1,231   | 1,633   | 1,774   | 2,507   | 2,487   | 2,879   | 3,534   | 3,659   | 3,933   | 3,990   | 4,334   | 3,934   | 4,313   | 5,180   | 7,660   | 6,322   | 10,24   | 11,673  | 8,541   |
| Чистая прибыль              | 0,061   | 0,054   | 0,072   | 0,129   | 0,161   | 0,203   | 0,344   | 0,360   | 0,173   | 0,625   | 0,365   | 0,882   | 0,556   | 1,165   | 0,157   | 0,404   | 0,411   | 0,100   | 0,933   | 1,203   | 0,135   | 2,093   | 1,225   | 0,629   |
| Активы                      | 1,410   | 2,079   | 2,185   | 2,296   | 2,511   | 4,249   | 4,553   | 5,929   | 6,182   | 7,433   | 7,825   | 9,521   | 10,04   | 10,86   | 12,25   | 12,98   | 13,85   | 14,39   | 15,74   | 21,88   | 23,35   | 27,05   | 26,128  | 28,71   |
| Собственный капитал         | 0,776   | 1,559   | 1,602   | 1,707   | 1,852   | 3,347   | 3,655   | 4,663   | 4,774   | 5,881   | 6,184   | 7,539   | 7,883   | 8,369   | 9,089   | 9,322   | 10,41   | 10,32   | 11,07   | 14,10   | 14,24   | 16,25   | 16,44   | 16,45   |
| Курс рубля к $ (на декабрь) | 28,16   | 30,14   | 31,36   | 29,45   | 27,75   | 28,78   | 26,33   | 24,55   | 29,38   | 30,24   | 30,48   | 29,38   | 31,07   | 31,91   | 38,60   | 61,34   | 66,83   | 58,30   | 62,93   | 62,94   | 74,06   | 74,29   | 70,33   | 101,67  |
| Источник                    | [ 113 ] | [ 114 ] | [ 115 ] | [ 116 ] | [ 117 ] | [ 118 ] | [ 119 ] | [ 120 ] | [ 121 ] | [ 122 ] | [ 123 ] | [ 124 ] | [ 125 ] | [ 126 ] | [ 127 ] | [ 128 ] | [ 129 ] | [ 130 ] | [ 131 ] | [ 132 ] | [ 133 ] | [ 134 ] | [ 135 ] | [ 136 ] |

В октябре 2024 года «Газпром» возглавил рейтинг наиболее убыточных российских компаний  по итогам 2023 года по версии журнала Forbes. Его чистый убыток за 2023 год по МСФО составил 583,1 млрд руб, что примерно в 8 раз превышает убыток второй компании в этом рейтинге. Этот результат стал первым убытком в истории компании за 25 лет и самым крупным за 2023 в РФ.

### Рейтинговые оценки
- Рейтинговое агентство АКРА присвоило в 2018 году ПАО «Газпром» кредитный рейтинг AAA со стабильным прогнозом. Рейтинг ежегодно подтверждается (2019-2025)[138].
- Рейтинговое агентство «Эксперт РА» присвоило компании в 2021 году кредитный рейтинг ruAAA со стабильным прогнозом, в 2022-2024 годах рейтинг был подтверждён. Кроме того, в 2021 году компании был присвоен рейтинг корпоративного управления на уровне A++.gq, который ежегодно подтверждается (2022-2025)[139].

### Активы «Газпрома» в СМИ
Медиахолдинг «Газпром-медиа», созданный в 1998 году, являлся (на март 2011 года) владельцем телеканалов НТВ и ТНТ, Матч ТВ, спутникового телевидения «НТВ-Плюс», радиостанций «Эхо Москвы», «Первое популярное радио» («Попса»), NEXT, «Сити FM», Relax FM, Детское радио, издательства «Семь дней» (журналы «Итоги», «Караван историй», «7 дней — телепрограмма»), газеты «Трибуна», журнала «Панорама ТВ», кинокомпании «НТВ-Кино», кинотеатров «Октябрь», «Кристалл Палас», интернет-портала RuTube.
Учитывая контроль государства над самим «Газпромом», можно говорить о косвенном контроле государства, установленном над указанными крупными СМИ и десятками более мелких СМИ регионального масштаба.

## Отношения «Газпрома» со странами ближнего зарубежья
В феврале 1993 года «Газпром» приостанавливает поставки газа на Украину из-за неуплаты. Ограничение поставок продлилось сутки. На тот момент долг Украины за газ составлял более 138 миллиардов рублей. В ответ на угрозы со стороны российских властей украинские власти отвечают, что перекроют транзитные газопроводы, по которым Россия ведёт поставки газа в Западную Европу.
В марте 1994 года «Газпром» приостанавливает поставки газа на Украину. На тот момент долг Украины за газ превышает 1 триллион рублей. «Газпром» потребовал решения проблемы долга за счёт передачи России части имущественных прав на украинские газопроводы и предприятия. 10 марта, в ходе украино-российских переговоров, было принято решение о продолжении поставок газа на Украину. Причём украинская сторона приняла на себя обязательство в течение месяца предоставить график погашения долгов за газ. Хотя график так и не был предоставлен, по политическим причинам Украину не отключили от газа.
7 ноября 1994 года из-за долга в 220 миллионов $ «Газпром» наполовину сократил объёмы поставок газа в Молдавию, а 11 ноября полностью прекратил поставки. 12 ноября «Газпром» и «Молдовагаз» договорились о создании совместного предприятия «Газснабтранзит», которому Молдавия передала свои экспортные трубопроводы в счёт списания 40 миллионов $.
25 февраля 2000 года «Газпром» перекрыл поставки газа в Молдавию, поскольку с начала года Молдавия выплатила лишь треть от требуемых 15 миллионов $. 26 февраля поставки газа были возобновлены после того, как власти Молдавии пообещали выплатить долг.
По мнению некоторых западных обозревателей, российская газовая монополия «Газпром» с 2005 года стала «формировать» политику России в отношении стран СНГ и Прибалтики, которая, по их мнению, используется российским правительством как инструмент экономического давления, а цены на поставляемый природный газ превратились в действенный инструмент поощрения и наказания стран СНГ в зависимости от их политики в отношении России.
После того, как Россия перешла в поставках газа партнёрам по СНГ на рыночные цены, Содружество независимых государств лишилось важного объединяющего фактора — низких цен на газ и нефть. Одновременно на протяжении всего 2006 года российское руководство предпринимало усилия по формированию на базе СНГ некоего союза государств, связанных системой нефте- и газопроводов и признающих лидирующую и ключевую роль России как монопольного поставщика энергоресурсов в Европу со всего постсоветского пространства. Сопредельные государства в этой структуре должны были играть роль либо поставщиков своего газа в российские трубопроводы (Туркменистан, Казахстан, Узбекистан), либо транзитных стран (Украина, Белоруссия). Залогом энергетического союза должна была стать продажа энергетических и энерготранспортных активов или обмен ими. Так с Туркменистаном была достигнута договорённость об экспорте её газа через «Газпром». В Узбекистане российские компании осваивают местные месторождения энергоресурсов.

В 2021 на собрании акционеров российско-молдавской компании «Молдовагаз» были одобрены поправки в контракт на поставки российского газа в Молдову, которые позволят снизить его цену. 
В мае 2017 года Минюст Украины начал арест активов «Газпрома» в стране: ведомство во исполнение антимонопольного штрафа на 6,42 миллиарда $ наложило взыскание на 40,2 % акций АО «Газтранзит», принадлежащие российской компании. «Газпром» признал сумму инвестиций в «Газтранзит» в размере 232 миллиона рублей. Это единственный известный актив «Газпрома» на Украине.
В конце сентября 2021 года правительство Венгрии и «Газпром» заключили долгосрочный контракт о поставках российского газа в обход ГТС Украины до конца 2036 года. Венгрия будет получать из России 4,5 миллиарда кубометров газа в год через «Турецкий поток» и газотранспортные системы Юго-Восточной Европы: 3,5 миллиарда через Сербию и миллиард — через Австрию.

## Обвинения в нарушении антимонопольного законодательства
В сентябре 2011 года Еврокомиссия провела обыски в офисах ряда дочерних компаний «Газпрома» (в частности, Gazprom Germania), работающих на европейском рынке энергоносителей, по подозрению в нарушении ряда норм европейского антимонопольного законодательства. В сентябре 2012 года «Газпром» стал официальным фигурантом антимонопольного расследования Еврокомиссии по подозрению в ограничении свободной конкуренции на рынках Центральной и Восточной Европы (при этом представители газовой монополии увидели в этом лишь попытку сбить цены на газ для европейского рынка).
Если данные подозрения подтвердятся, то, согласно антимонопольным нормам ЕС, штраф для «Газпрома» может составить от 10 до 30 % его годовой выручки от операций на этом рынке (так, за 2011 год штраф может составить 1,1 миллиарда долларов).
В мае 2018 года состоялось мировое соглашение Еврокомиссии и «Газпрома».
9 февраля 2021 года стало известно, что Газпром приостановил транзит газа через Литву в Калининградскую область, которую обеспечат газом за счет местного хранилища.

## Оценки деятельности
В начале 2010 года глава «Газпрома» Алексей Миллер занял третье место в рейтинге самых эффективных топ-менеджеров в мире по версии журнала Harvard Business Review.
В докладе «Путин. Итоги» приводились примеры перевода активов «Газпрома» по заниженным ценам под контроль лиц, имеющих личные связи с В. В. Путиным. Так, в частности, в 2004 году «Газпром» продал акции «Страхового общества газовой промышленности» («Согаз»), которые перешли под контроль организаций, аффилированных с банком «Россия». В конце 2006 года «Газпром» реализовал акции «Газпромбанка» контролируемому банком «Россия» негосударственному пенсионному фонду «Газфонд» через схему безденежного обмена акций, в результате чего к апрелю 2007 года контроль над «Газпромбанком» установил «Газфонд». При этом утверждается, что акционерами банка «Россия» являются друзья и двоюродный племянник В. В. Путина.
Также в докладе обращалось внимание на то, что А. Ротенберг и его брат Б. Ротенберг установили контроль над строительными активами «Газпрома» и создали компанию «Стройгазмонтаж». Эта компания выиграла тендер на строительство газопровода «Северный поток», как утверждается в докладе, по завышенной цене. Кроме того, без проведения тендера она получила от «Газпрома» подряды на строительство газопровода Сахалин — Хабаровск — Владивосток и газопровода Джубга — Лазаревское — Сочи. Братья Ротенберги являются давними знакомыми В. Путина.
Директор East European Gas Analysis Михаил Корчёмкин критикует «Газпром» за то, что компания, по его мнению, осуществляла необоснованные инвестиции в строительство газопроводов, тогда как требующее меньших затрат строительство подземных хранилищ газа в европейской части России не велось. Михаил Корчёмкин полагает, что именно это послужило причиной того, что в холодную зиму 2011-12 годов «Газпром» испытывал проблемы с поставками газа в Европу.
Нефтедобыча «Газпрома» в Арктике подвергалась неоднократной критике экологов и активистов Greenpeace. Так, профессор ВШЭ Медведев назвал происходящее в Арктике «экологическим бедствием», угрожающим будущему России, причём, по его мнению, позиция России по Арктике продиктована «корыстными целями нефтяных корпораций: их арктическая инфраструктура, включая ледокольный флот, разведочное бурение, вспомогательные суда, создаётся за счёт государственного бюджета».
Sberbank CIB в мае 2018 года выпустил отчёт, в котором говорилось, что основную выгоду от экспортных газопроводов «Газпрома» получают подрядчики, в том числе «Стройтранснефтегаз» Геннадия Тимченко. На следующий день после того, как стало известно об отчёте, был уволен его соавтор Александр Фэк, а затем и глава аналитического управления Sberbank CIB Александр Кудрин.
Вторжение на Украину
30 августа 2022 года The Telegraph сообщил, что Российский газовый гигант «Газпром» получил в первом полугодии рекордную прибыль в размере 2,5 трлн рублей. Заместитель генерального директора «Газпрома» Фамиль Садыгов заявил, что компания добилась рекордных доходов, «несмотря на санкционное давление и неблагоприятную внешнюю среду». Аналитиками Capital Economics заявлялось, что Россия может полностью заблокировать поставки газа в Европу на год без большого ущерба для российской экономики из-за стремительного роста цен на энергоносители с одной стороны и резкого снижения доли европейских постаовк с другой стороны.
По факту с 2022 года происходит резкое снижение добычи и экспорта газа, доходов и прибылей «Газпрома» ввиду нарастающего отказа от российского газа европейских потребителей в рамках введения санкций, а также благодаря теплым зимам 2021—2023 гг., значительным запасам газа в Европе и возросшим поставкам сжиженного газа. Так, в 2023 году «Газпром» получил снижение экспорта на 29,9 %, выручки — на 27 %, выручки от экспорта — в 2,6 раза и рекордный за 25 лет убыток в 629,1 млрд руб. против прибыли в 1,23 трлн руб. в 2022 году и 2,2 трлн руб. в 2021 году.
Страны Европы, в 2021 году закупавшие в России 40 % необходимого газа — 180 млрд млрд м³, что составляло 80 % российского экспорта газа, с 2023 года резко снизили закупки до 22-29 млрд млрд м³ с перспективой полностью от них отказаться.
Попытки в порядке компенсации перенаправить экспорт газа в Китай столкнулись с большими трудностями и финансовыми потерями. В 2023 году экспорт в Китай увеличился в 1,5 раза, но составил всего 22,7 млрд м³. Планируется, что объём экспорта в Китай достигнет 48 млрд м³ газа в год после ожидаемого в 2025 году выхода газопровода «Сила Сибири» на проектную мощность в 38 млрд м³, а максимальные перспективы составляют только 100 млрд м³ в год при задействовании также «Силы Сибири — 2» и транзитного потока «Алтай» через Монголию. При этом условием увеличения поставок Китай выставляет снижение цены с и без того более низкой 297,3 $ за кубометр относительно достигавшей 983,8 $ за кубометр при поставках в Европу до уровня субсидируемых внутренних цен для российских потребителей. По мнению The Economist, всё это ставит под сомнение возможность компенсировать убытки «Газпрома» и доходы российского бюджета от потери европейского рынка и угрожает будущему России как одного ведущего поставщика энергоносителей.

## Скандалы
- Прокуратура Ленинградской области 6 марта 2019 года возбудила уголовное дело о хищении более 700 миллионов рублей при строительстве газопровода от Петербурга до Приозерска[170].
- За несуществующий газопровод от г. Галича до г. Шарья Костромской области в 2013 году компанией «Газпром-инвест» было заплачено подрядчику 1,6 миллиарда рублей[171]
- С 2016 года «Газпром» арендует здание у 23-летнего Вячеслава Голубева - сына сослуживца президента РФ Владимира Путина Валерия Голубева, являвшегося тогда зампредом компании. Жена Валерия и мать Вячеслава к 2014 году из учительницы стала успешным бизнесменом, в разное время владевшей двумя компаниями, участвовавшими в поставках труб для корпорации. 21-этажный бизнес-центр Fort Tower на Московском проспекте в Санкт-Петербурге был почти весь занят дочерними компаниями «Газпрома», также арендовавшими все 170 машиномест в подземном паркинге. Аренда до февраля 2024 года обошлась энергетической компании более чем в 4,5 миллиарда рублей[172].

## Социальная политика и спонсорская деятельность
Расходы компании на благотворительность составили в 2010 году 12,327 миллиарда рублей.
«Газпрому» принадлежит контрольный пакет акций футбольного клуба «Зенит» (Санкт-Петербург), помимо этого компания ранее выступала титульным спонсором немецкого клуба «Шальке 04», а также волейбольного клуба «Зенит-Казань». Является генеральным спонсором футбольного клуба «Оренбург», выступавшего в РФПЛ. С ноября 2010 года стала партнёром футбольного клуба «Волга» Нижний Новгород, а также футбольного клуба «Сахалин» Южно-Сахалинск.
В 2010 году стал спонсором ФК «Црвена Звезда» (Сербия).
В 2012 году «Газпром» на 3 года стал спонсором ФК «Челси», владельцем которого являлся Роман Абрамович.
В июле 2012 года «Газпром» заключил соглашение с УЕФА и стал партнёром Лиги чемпионов УЕФА на период 2012—2015 годов, а также Суперкубка УЕФА на период 2012—2014 годов. 16 февраля 2018 года УЕФА продлил контракт с «Газпромом» до 2021 года. 19 мая 2021 года снова заключил контракт с УЕФА по которому стал спонсором Евро 2020 и Чемпионат Европы по футболу 2024, также с 2021—2024 будет спонсором Лиги чемпионов.
В связи с вторжением в Украину 28 февраля УЕФА и ФИФА разорвали контракт с Газпромом и 5 апреля подписали контракт с катарским производителем сжиженного природного газа QatarEnergy.
Финансово поддерживает проект «Полтава» — воссоздание русского парусного корабля времён Петра I.
С 2021 года «Газпром» участвует в проектах по сохранению биоразнообразия в Арктике, включая мониторинг популяций белых медведей и моржей
В 2024 году компания объявила о запуске программы по снижению углеродного следа, инвестировав 50 миллиардов рублей в технологии улавливания CO₂.

## «Газпром» в кино
- Гигант «Газпром» — немцы и их газ с востока
- «Адаптация» — телесериал (2017—2019) компании Good Story Media